# Eritrichium echinocaryum
Eritrichium echinocaryum là loài thực vật có hoa trong họ Mồ hôi. Loài này được (I.M.Johnst.) Y.S.Lian & J.Q.Wang mô tả khoa học đầu tiên năm 1980.